# Microrregión de las Chapadas del Alto Itapecuru
La Microrregión de las Chapadas del Alto Itapecuru era una de las microrregiones del estado brasileño del Maranhão, perteneciente a la Mesorregión del Este Maranhense. Su población según el censo de 2010 era de 209.338 habitantes y estaba dividida en trece municipios. Su población estaba formada por: mestizos 64.3,blancos 25.9,negros 9.2,asiáticos 0.2 e indígenas 0.1. Habitaban la región en 2010 252 indígenas. Poseía un área total de 24.855,559 km².
En 2017, el IBGE extinguió las mesorregiones y microrregiones, creando un nuevo marco regional brasileño, con nuevas divisiones geográficas denominadas, respectivamente, regiones geográficas intermedias e inmediatas.

## Municipios
- Barão de Grajaú
- Colinas
- Jatobá
- Lagoa del Mato
- Mirador
- Nova Iorque
- Paraibano
- Passagem Franca
- Pastos Bons
- São Francisco do Maranhão
- São João dos Patos
- Sucupira do Norte
- Sucupira do Riachão

- Datos: Q2540681